# Paul Essola
Paul Essola (ur. 13 grudnia 1981 w Duali) – kameruński piłkarz grający na pozycji pomocnika, reprezentant kraju.

## Kariera piłkarska

### Kariera klubowa
Przygodę z futbolem rozpoczynał w kameruńskim klubie Maritime Duala. W 1998 został zauważony przez skautów SC Bastii i został kupiony przez ten klub. Jako zawodnik Bastii występował jednocześnie w pierwszym i drugim zespole, który rywalizował na poziomie czwarto i piątoligowym. W 2002 został wypożyczony do US Créteil-Lusitanos, w którym 13 razy wybiegał na boiska Ligue 2. W 2006 odszedł z Bastii, dla której zagrał 17 spotkań, natomiast w barwach Bastii B rozegrał 88 spotkań, w których strzelił 10 bramek.
W tym samym roku wyjechał na Ukrainę, gdzie został piłkarzem Stali Ałczewsk. W ciągu jednego sezonu zagrał w zespole w 11 spotkaniach. Od 2007 był piłkarzem Arsenału Kijów. Latem 2009 został wypożyczony na pół roku do Dnipra Dniepropetrowsk. W 2011 odszedł z Arsenału do chińskiego Beijing Baxy, dla którego zagrał w 21 spotkaniach. Karierę piłkarską zakończył w sezonie 2013/14 jako piłkarz francuskiego szóstoligowca Étoile Filante Bastia.
| Sezon     | Klub                  | Kraj    | Rozgrywki                        | Mecze | Bramki |
| --------- | --------------------- | ------- | -------------------------------- | ----- | ------ |
| 1998      | Maritime Duala        | Kamerun | Deuxième Division (D2)           |       |        |
| 1998/99   | SC Bastia B           | Francja | Championnat National 2           | 9     | 1      |
| 1999/2000 | SC Bastia B           | Francja | Championnat National 3           |       |        |
| 1999/2000 | SC Bastia             | Francja | Ligue 1                          | 1     | 0      |
| 2000/01   | SC Bastia B           | Francja | Championnat National 3           |       |        |
| 2001/02   | SC Bastia B           | Francja | Championnat National 2           | 12    | 1      |
| 2001/02   | SC Bastia             | Francja | Ligue 1                          | 1     | 0      |
| 2001/02   | US Créteil-Lusitanos  | Francja | Ligue 2                          | 13    | 0      |
| 2002/03   | SC Bastia B           | Francja | Championnat National 2           | 29    | 4      |
| 2002/03   | SC Bastia             | Francja | Ligue 1                          | 2     | 0      |
| 2003/04   | SC Bastia             | Francja | Ligue 1                          | 4     | 0      |
| 2003/04   | SC Bastia B           | Francja | Championnat National 2           | 19    | 3      |
| 2004/05   | SC Bastia B           | Francja | Championnat National 2           | 19    | 1      |
| 2004/05   | SC Bastia             | Francja | Ligue 1                          | 8     | 0      |
| 2005/06   | SC Bastia             | Francja | Ligue 2                          | 1     | 0      |
| 2006/07   | Stal Ałczewsk         | Ukraina | Premier-liha                     | 11    | 0      |
| 2007/08   | Arsenał Kijów         | Ukraina | Premier-liha                     | 27    | 1      |
| 2008/09   | Arsenał Kijów         | Ukraina | Premier-liha                     | 10    | 0      |
| 2009/10   | FK Dnipro             | Ukraina | Premier-liha                     | 4     | 0      |
| 2009/10   | Arsenał Kijów         | Ukraina | Premier-liha                     | 1     | 0      |
| 2011      | Beijing Baxy          | Chiny   | China League One                 | 21    | 0      |
| 2013/14   | Étoile Filante Bastia | Francja | Ligue régionale de football (D6) |       |        |

## Kariera reprezentacyjna
Essola w reprezentacji Kamerunu wystąpił raz. Miało to miejsce podczas Pucharu Narodów Afryki 2008, na który został powołany przez trenera Otto Pfistera. Essola zagrał w spotkaniu przeciwko Sudanowi, wygranym 3:0. Podczas turnieju Kamerun dotarł do finału, gdzie przegrał z Egiptem 0:1.
| Mecze i gole w reprezentacji | Mecze i gole w reprezentacji | Mecze i gole w reprezentacji | Mecze i gole w reprezentacji | Mecze i gole w reprezentacji | Mecze i gole w reprezentacji | Mecze i gole w reprezentacji |
| #                            | Data                         | Miasto                       | Przeciwnik                   | Gol                          | Wynik                        | Rozgrywki                    |
| ---------------------------- | ---------------------------- | ---------------------------- | ---------------------------- | ---------------------------- | ---------------------------- | ---------------------------- |
| 1.                           | 30.01.2008                   | Tamale                       | Sudan                        |                              | 3:0                          | PNA 2008                     |

## Sukcesy
Kamerun
- 2. miejsce na Pucharze Narodów Afryki: 2008